# Slapeloze nachten (single)
Slapeloze nachten is een single van The Opposites. Het plaatje houdt het midden tussen een single en EP. De band had zich na hun succesvolle album Succes / Ik ben Twan teruggetrokken om in alle rust te werken aan een opvolger. Die opvolger zou pas in 2013 verschijnen. Om de (tijd)leemte op te vullen werd Slapeloze nachten met hoofdthema slapeloosheid uitgebracht.
Het plaatje bevat de volgende titels:
1. Slapeloze nachten (3:49)
2. Blam blam (2:55) met Adje
3. Kickstart (4:20) met Faberyayo en Sjaak
4. Ga je lekker (3:10)
5. Slapeloze nachten (instrumentaal 3:50)

## Hitnoteringen

### Nederlandse Top 40
| Hitnotering: 04-08-2012 t/m 17-11-2012 | Hitnotering: 04-08-2012 t/m 17-11-2012 | Hitnotering: 04-08-2012 t/m 17-11-2012 | Hitnotering: 04-08-2012 t/m 17-11-2012 | Hitnotering: 04-08-2012 t/m 17-11-2012 | Hitnotering: 04-08-2012 t/m 17-11-2012 | Hitnotering: 04-08-2012 t/m 17-11-2012 | Hitnotering: 04-08-2012 t/m 17-11-2012 | Hitnotering: 04-08-2012 t/m 17-11-2012 | Hitnotering: 04-08-2012 t/m 17-11-2012 | Hitnotering: 04-08-2012 t/m 17-11-2012 | Hitnotering: 04-08-2012 t/m 17-11-2012 | Hitnotering: 04-08-2012 t/m 17-11-2012 | Hitnotering: 04-08-2012 t/m 17-11-2012 | Hitnotering: 04-08-2012 t/m 17-11-2012 | Hitnotering: 04-08-2012 t/m 17-11-2012 | Hitnotering: 04-08-2012 t/m 17-11-2012 | Hitnotering: 04-08-2012 t/m 17-11-2012 |
| Week:                                  | 1                                      | 2                                      | 3                                      | 4                                      | 5                                      | 6                                      | 7                                      | 8                                      | 9                                      | 10                                     | 11                                     | 12                                     | 13                                     | 14                                     | 15                                     | 16                                     |                                        |
| -------------------------------------- | -------------------------------------- | -------------------------------------- | -------------------------------------- | -------------------------------------- | -------------------------------------- | -------------------------------------- | -------------------------------------- | -------------------------------------- | -------------------------------------- | -------------------------------------- | -------------------------------------- | -------------------------------------- | -------------------------------------- | -------------------------------------- | -------------------------------------- | -------------------------------------- | -------------------------------------- |
| Positie:                               | 6                                      | 1                                      | 2                                      | 5                                      | 5                                      | 6                                      | 10                                     | 10                                     | 13                                     | 13                                     | 20                                     | 24                                     | 25                                     | 28                                     | 32                                     | 36                                     | uit                                    |

### NederlandseSingle Top 100
| Hitnotering: 28-07-2012 t/m 01-12-2012 | Hitnotering: 28-07-2012 t/m 01-12-2012 | Hitnotering: 28-07-2012 t/m 01-12-2012 | Hitnotering: 28-07-2012 t/m 01-12-2012 | Hitnotering: 28-07-2012 t/m 01-12-2012 | Hitnotering: 28-07-2012 t/m 01-12-2012 | Hitnotering: 28-07-2012 t/m 01-12-2012 | Hitnotering: 28-07-2012 t/m 01-12-2012 | Hitnotering: 28-07-2012 t/m 01-12-2012 | Hitnotering: 28-07-2012 t/m 01-12-2012 | Hitnotering: 28-07-2012 t/m 01-12-2012 | Hitnotering: 28-07-2012 t/m 01-12-2012 | Hitnotering: 28-07-2012 t/m 01-12-2012 | Hitnotering: 28-07-2012 t/m 01-12-2012 | Hitnotering: 28-07-2012 t/m 01-12-2012 | Hitnotering: 28-07-2012 t/m 01-12-2012 | Hitnotering: 28-07-2012 t/m 01-12-2012 | Hitnotering: 28-07-2012 t/m 01-12-2012 | Hitnotering: 28-07-2012 t/m 01-12-2012 | Hitnotering: 28-07-2012 t/m 01-12-2012 | Hitnotering: 28-07-2012 t/m 01-12-2012 |
| Week:                                  | 1                                      | 2                                      | 3                                      | 4                                      | 5                                      | 6                                      | 7                                      | 8                                      | 9                                      | 10                                     | 11                                     | 12                                     | 13                                     | 14                                     | 15                                     | 16                                     | 17                                     | 18                                     | 19                                     |                                        |
| -------------------------------------- | -------------------------------------- | -------------------------------------- | -------------------------------------- | -------------------------------------- | -------------------------------------- | -------------------------------------- | -------------------------------------- | -------------------------------------- | -------------------------------------- | -------------------------------------- | -------------------------------------- | -------------------------------------- | -------------------------------------- | -------------------------------------- | -------------------------------------- | -------------------------------------- | -------------------------------------- | -------------------------------------- | -------------------------------------- | -------------------------------------- |
| Positie:                               | 2                                      | 2                                      | 4                                      | 5                                      | 5                                      | 7                                      | 12                                     | 13                                     | 13                                     | 16                                     | 19                                     | 21                                     | 22                                     | 25                                     | 28                                     | 34                                     | 49                                     | 55                                     | 81                                     | uit                                    |

### VlaamseUltratop 50
| Hitnotering: 01-09-2012 t/m 27-10-2012 | Hitnotering: 01-09-2012 t/m 27-10-2012 | Hitnotering: 01-09-2012 t/m 27-10-2012 | Hitnotering: 01-09-2012 t/m 27-10-2012 | Hitnotering: 01-09-2012 t/m 27-10-2012 | Hitnotering: 01-09-2012 t/m 27-10-2012 | Hitnotering: 01-09-2012 t/m 27-10-2012 | Hitnotering: 01-09-2012 t/m 27-10-2012 | Hitnotering: 01-09-2012 t/m 27-10-2012 | Hitnotering: 01-09-2012 t/m 27-10-2012 | Hitnotering: 01-09-2012 t/m 27-10-2012 |
| Week:                                  | 1                                      | 2                                      | 3                                      | 4                                      | 5                                      | 6                                      | 7                                      | 8                                      | 9                                      |                                        |
| -------------------------------------- | -------------------------------------- | -------------------------------------- | -------------------------------------- | -------------------------------------- | -------------------------------------- | -------------------------------------- | -------------------------------------- | -------------------------------------- | -------------------------------------- | -------------------------------------- |
| Positie:                               | 47                                     | 41                                     | 20                                     | 23                                     | 22                                     | 24                                     | 25                                     | 26                                     | 42                                     | uit                                    |

### NPO Radio 2 Top 2000
| Nummer met noteringen in de NPO Radio 2 Top 2000 | '18  | '19  | '20  | '21 | '22 | '23 | '24  |
| ------------------------------------------------ | ---- | ---- | ---- | --- | --- | --- | ---- |
| Slapeloze nachten                                | 1664 | 1497 | 1218 | 787 | 943 | 903 | 1068 |

1. ↑  Een vetgedrukt getal geeft de hoogste notering aan.
2. ↑  2018 was het eerste jaar met een notering voor dit nummer.